# Macrocera obscura
Macrocera obscura är en tvåvingeart som beskrevs av Johannes Winnertz 1863. Macrocera obscura ingår i släktet Macrocera och familjen platthornsmyggor. Inga underarter finns listade i Catalogue of Life.